# Moschiola kathygre
Il tragulo a strisce gialle (Moschiola kathygre Groves e Meijaard, 2005) è una specie di tragulo riconosciuta solo a partire dal 2005; infatti, fino a quell'anno, gli studiosi la classificavano in Moschiola meminna, dalla quale è stata separata sulla base del concetto di specie filogenetica. Vive nelle zone umide dello Sri Lanka.

## Descrizione
Questo tragulo è lungo 43-51 cm e ha una coda di 1-3 cm; il peso non è noto. Sebbene il colore di fondo del mantello, ocra-marrone, sia lo stesso di quello del tragulo macchiato dello Sri Lanka e del tragulo macchiato dell'India, presenta un pelame più folto e più lungo di quello di questi ultimi. Inoltre, le macchie e le strisce di cui è ricoperto sono giallastre, e non bianche. Lungo i fianchi presenta almeno due strisce longitudinali abbastanza complete, con una macchia oblunga posta al centro tra due strisce superiori e altre inferiori. La striscia superiore circonda la spalla e si fonde con le strisce anteriori trasversali. Sul posteriore presenta due strisce larghe e una terza più sottile diretta verso il sottocoda. Rispetto a M. meminna, ha il posteriore più rialzato e sommità del capo e naso meno scuri. Sulla regione posteriore è ben visibile un netto contrasto tra una striscia bianca e la colorazione ocra brillante del ventre. La parte inferiore delle zampe posteriori è più scura di quella di M. meminna.

## Distribuzione e habitat
Il tragulo a strisce gialle abita nelle zone umide dello Sri Lanka, come la Riserva forestale di Sinharaja, le pianure a nord di Colombo fino a Katagamuwa, al confine della zona asciutta, a circa 6,24° di latitudine nord e gli altopiani del Distretto di Kandy. Vive in foreste e praterie boscose, in prossimità di laghi e fiumi. A quanto pare, questa specie si spinge talvolta nei pressi delle città e nelle risaie. Probabilmente è più diffuso nelle foreste secondarie che in quelle primarie e talvolta è stato osservato anche in piantagioni di gomma e in giardini urbani.

## Biologia
Delle abitudini di questa specie non si sa quasi nulla, ma probabilmente non differiscono granché da quelle delle altre specie del genere Moschiola.